# Brian Epstein

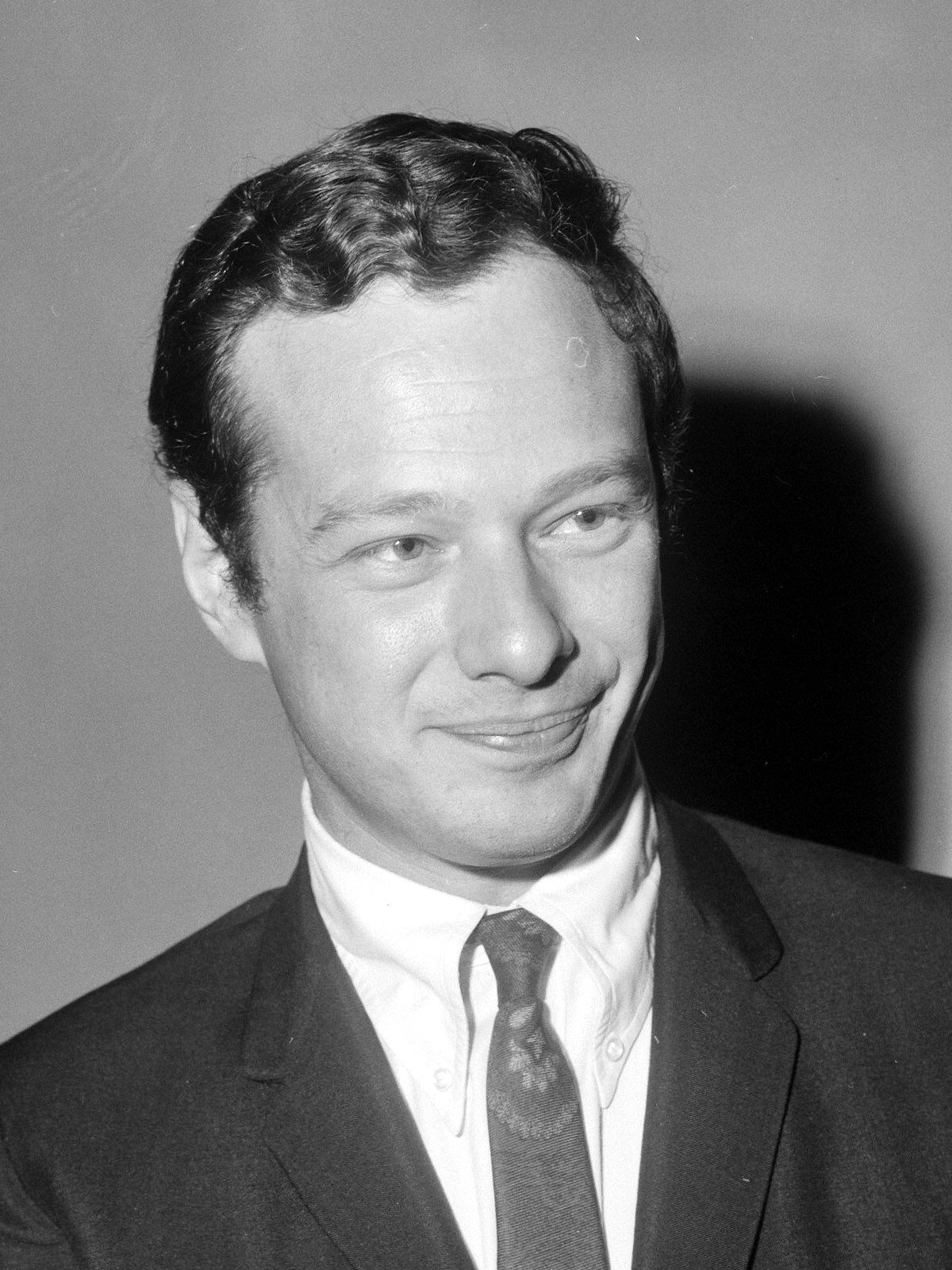
Brian Epstein, 1965

Brian Samuel Epstein (* 19. September 1934 in Liverpool, England; † 27. August 1967 in London, England) war ein britischer Geschäftsmann, der vor allem als Manager der Musikgruppe The Beatles international bekannt wurde. Er managte zudem die Band Gerry & the Pacemakers und weitere Beatbands und Sänger aus Liverpool.

## Werdegang

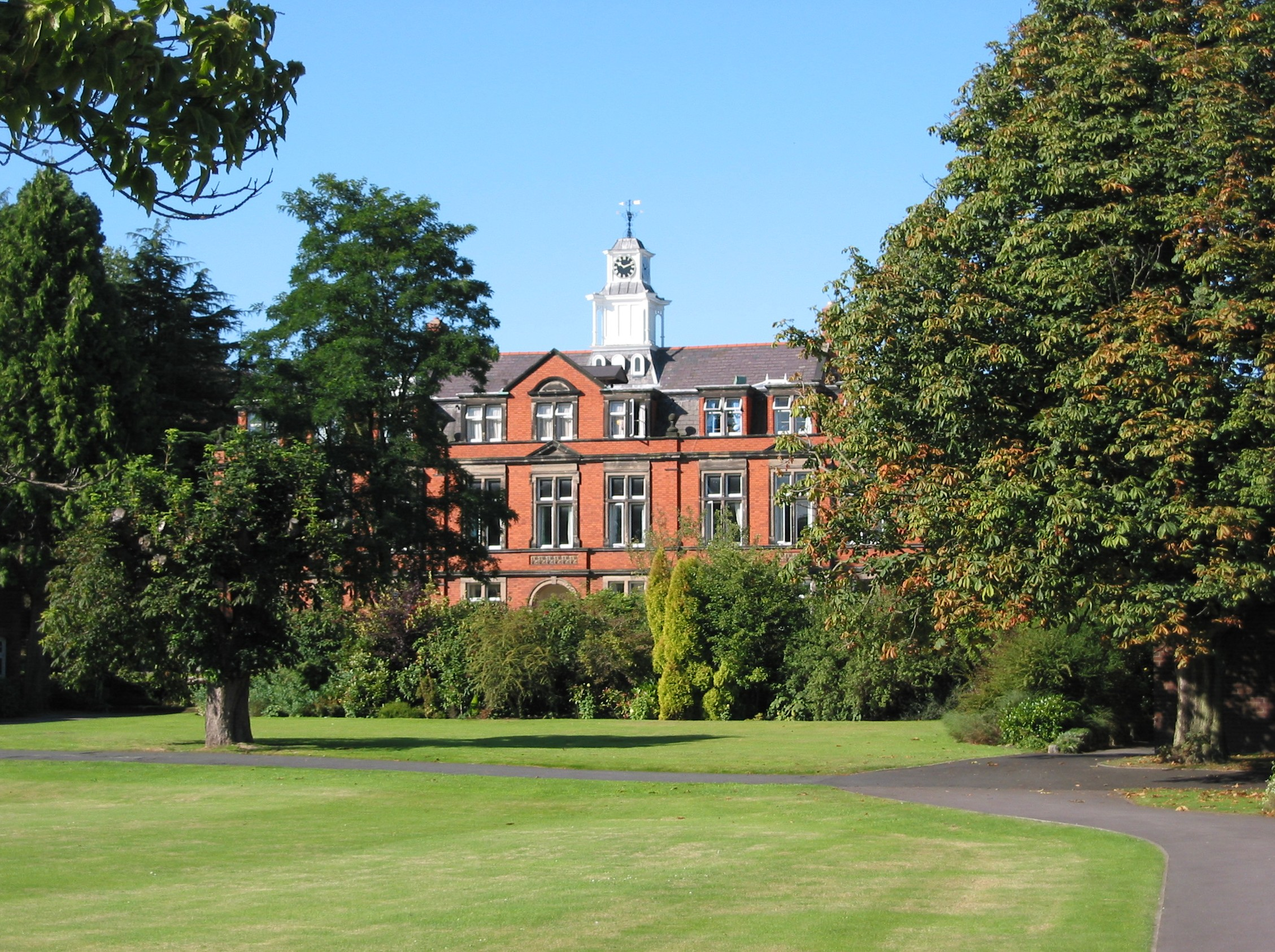
Wrekin College in Wellington (Shropshire), Brian Epsteins letzte Schule

Brian Epstein war der Sohn von Harry Epstein, der in Everton den North End Music Store betrieb, und stammte aus einer jüdischen Familie. Seine Großeltern waren aus verschiedenen osteuropäischen Ländern nach Großbritannien eingewandert. Während des Zweiten Weltkriegs zog die Familie nach Southport. Im Jahr 1943 kehrte er mit seinen Eltern nach Liverpool zurück und besuchte nach häufigen Schulwechseln 1949 bereits die elfte Schule. 1950 bat er seine Eltern, von der Schule abgehen zu dürfen. Seinem eigentlichen Wunsch, entweder im Bereich Modedesign oder als Schauspieler tätig werden zu dürfen, widersprach sein Vater. Letztlich gestattete er Brian, im Dezember jenes Jahres das Internat Wrekin College mit 16 Jahren zu verlassen, um  im Familienbetrieb zu arbeiten. 
Im November 1952 wurde Brian Epstein zum Wehrdienst eingezogen und diente im Royal Army Service Corps, das er im März 1954 wegen psychischer Probleme wieder verlassen musste. Am 31. August 1955 wurde er von seinem Vater zum Direktor bei Isaac Epstein & Sons (Liverpool) Ltd. – einem von zwei elterlichen Möbelgeschäften – ernannt. Nach einem kurzen Aufenthalt bei der RADA (Royal Academy of Dramatic Arts) ab September 1956 übernahm er im Oktober 1957 erneut einen Job im Geschäft seines Vaters, einem Elektroladen mit Waschmaschinen sowie Fernseh- und Radiogeräten.

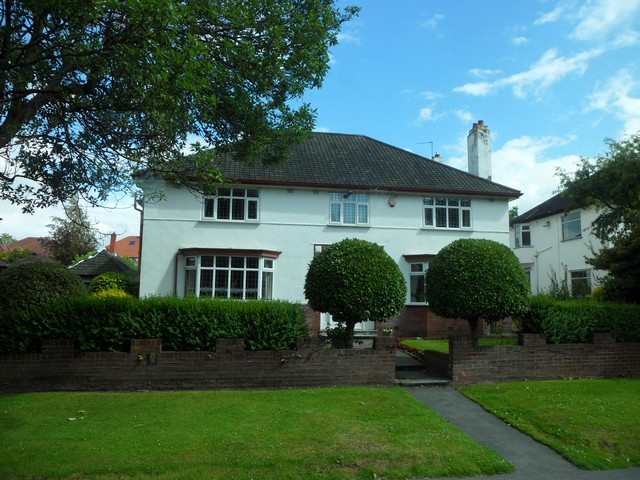
Haus der Familie Epstein, in dem Brian Epstein aufwuchs (197 Queens Drive, Childwall)

Die elterlichen Möbel- und Elektroläden befanden sich zunächst im Stadtteil Everton, wo Jim McCartney (Paul McCartneys Vater) bei Harry Epstein ein Klavier kaufte. Nach dem Umzug ins nahegelegene Liverpool bestand ein Drittel des Ladens aus einer Schallplattenabteilung, die dem Geschäft den Firmennamen Northern End Music Stores (NEMS) gab. Den alten Laden durfte Epstein übernehmen, als 1957 in der Innenstadt von Liverpool ein zweiter Laden eröffnet wurde. Epstein interessierte sich zunächst nicht für Popmusik, bemerkte aber die sich intensivierende Nachfrage. Cliff Richards Titel Living Doll hatte ab Januar 1959 alle Verkaufsrekorde des Ladens gebrochen. Der Ladenangestellte Alistair Taylor erinnerte sich, dass Epstein eines Tages darauf wettete, dass die Ray-Charles-Single Georgia on My Mind das Potential für eine Nummer eins hätte. Der im Dezember 1960 in England erschienene Titel erreichte dort nie den ersten Rang, aber zuvor in den USA am 14. November 1960.
Als schwuler Mann wahrte Epstein in der Öffentlichkeit Diskretion, da Homosexualität in Großbritannien illegal war.

## Wirken als Manager
Brian Epstein bemerkte die Beliebtheit der Liverpooler Musikzeitung Mersey Beat und bestellte zwölf Dutzend Exemplare der zweiten Ausgabe vom 20. Juli 1961. Darin wurde gemeldet, dass die – nur regional bekannten – Beatles einen Plattenvertrag bei der deutschen Polydor unterschrieben hätten. Das war am 1. Juli 1961 geschehen, nachdem sie zuvor am 22. Juni 1961 in der Friedrich-Ebert-Halle in Hamburg-Heimfeld als Begleitmusiker für Tony Sheridan die Single My Bonnie (Lies Over the Ocean) / The Saints (When the Saints Go Marching In) mit dem Produzenten Bert Kaempfert aufgenommen hatten. Die Single benennt als Interpreten ‚Tony Sheridan and the Beat Brothers‘ und verkaufte sich in Deutschland 100.000 Mal. Unsicher ist sich die Fachwelt über das deutsche Veröffentlichungsdatum, doch wird überwiegend vom 23. Oktober 1961 ausgegangen.
Wenige Tage später gab es im NEMS-Laden einige Anfragen zur nicht vorrätigen Beatles-Single My Bonnie. Epsteins Ladenassistent Alistair Taylor notierte dies am 28. Oktober 1961, und Epstein fand heraus, dass die Single in Deutschland produziert und veröffentlicht worden war. Nach weiteren Anfragen recherchierte Epstein den Aufenthaltsort der Gruppe und bestellte beim Großhandel die Mindestmenge von 25 Exemplaren. Diese waren schnell verkauft, sodass es zu Nachbestellungen kam. Am 9. November 1961 besuchte er mit Alistair Taylor ein Beatles-Konzert im Cavern Club und nahm dort ersten Kontakt mit der Gruppe auf. Die Beatles gastierten hier seit dem 21. März 1961 als Hausband. Epstein war beeindruckt von ihrer Musik, ihrem Rhythmus und ihrem Humor auf der Bühne. Für den 10. Dezember 1961 war ein Treffen zwischen Epstein und der Gruppe im NEMS-Laden anberaumt.

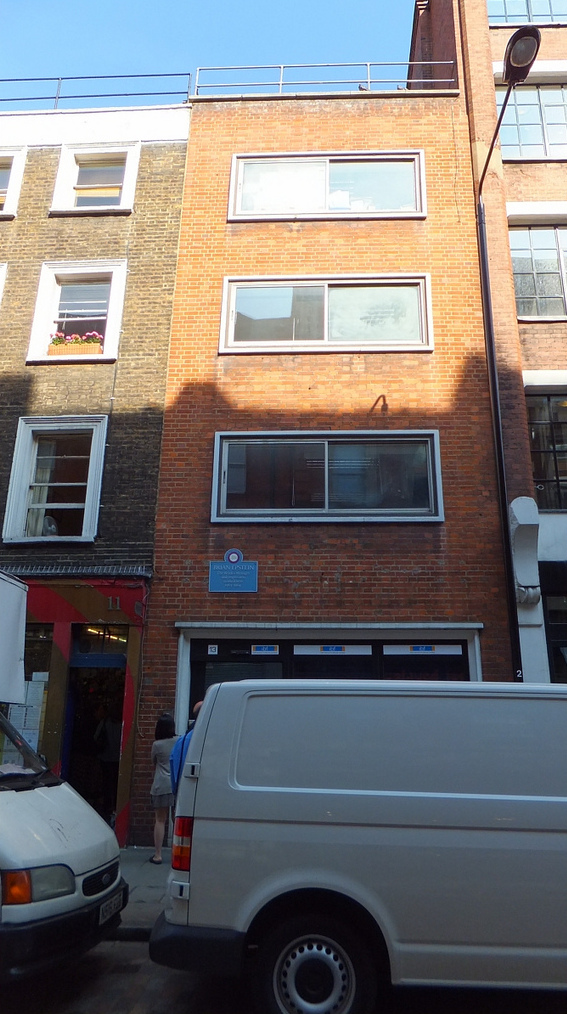
Von 1963 bis 1964 hatte NEMS Enterprises in 13 Monmouth Street das erste Büro in London

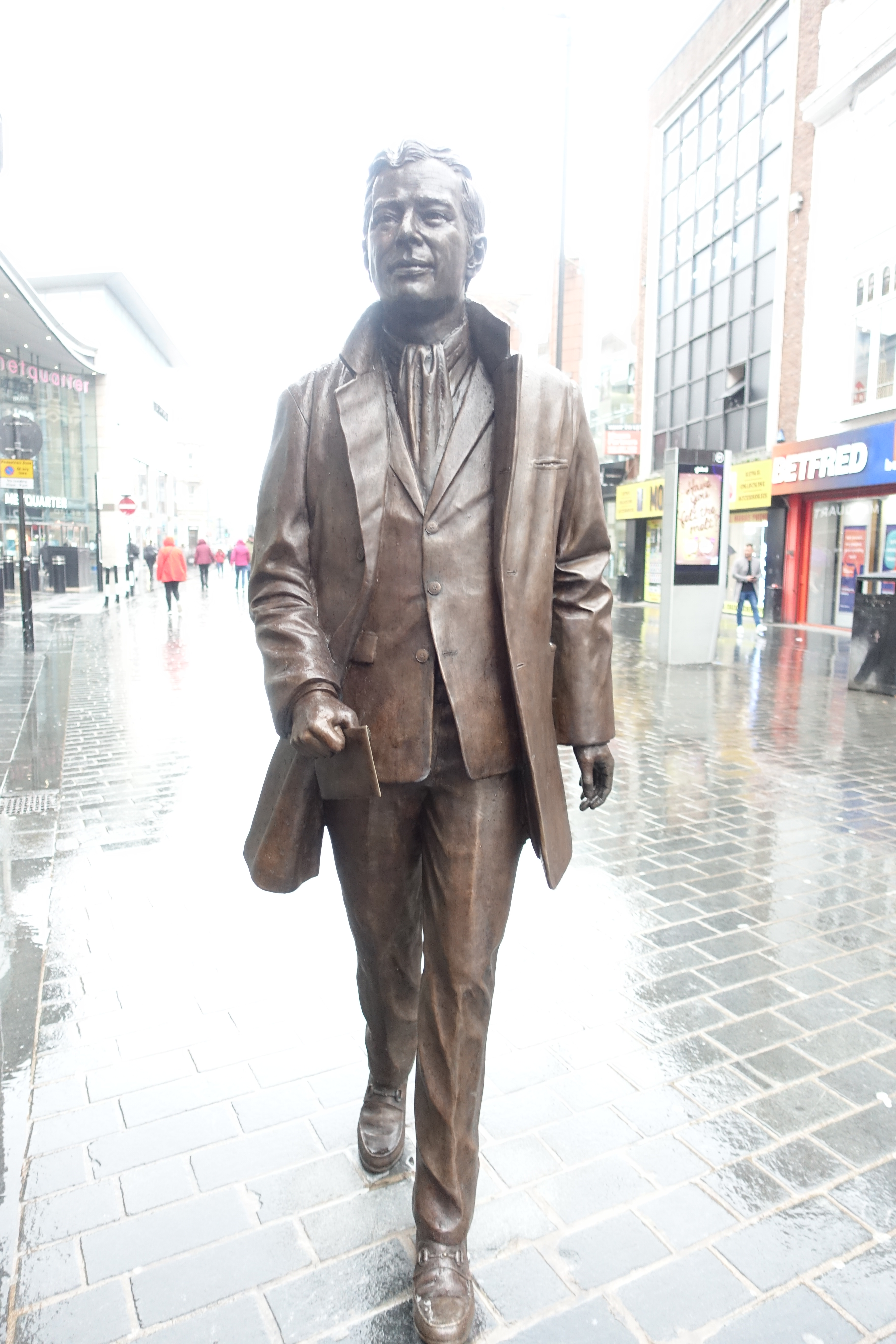
Statue von Brian Epstein in Liverpool

Hier einigte man sich, dass Epstein der Manager der Gruppe werden sollte. Der am 1. Februar 1962 beginnende und vom Familienanwalt Rex Makin vorbereitete Fünf-Jahres-Vertrag sah eine Einkommensbeteiligung von zunächst 10 % für Epstein vor, bei Überschreitung des Schwellenbetrages von 1500 Pfund jährlich erhöhte sich die Beteiligung auf 15 %. Weiterhin sah der Vertrag vor, dass Epstein die Gruppe „in sämtlichen Angelegenheiten beraten solle, die Kleidung, Aussehen („make-up“), Präsentation und Strukturierung des Auftritts betreffend.“ Epstein war der Choreograph der synchronen Verneigung der Beatles am Ende eines jeden Auftritts. Dieses saubere, adrette Auftreten machte die Beatles für ein größeres Publikum akzeptabel. Am 24. Januar 1962 unterschrieben die vier Beatles – die damals aus John Lennon, Paul McCartney, George Harrison und Pete Best bestanden –, nicht jedoch Epstein. Dieser sorgte für eine konsequente Umsetzung des Managementvertrags und verpasste den Beatles das Image disziplinierter, gut gekleideter und ordentlicher Jungs. Epstein, seit 3. August 1961 Kolumnist des Mersey Beat, nutzte nun jede Gelegenheit zur Verbreitung des Beatles-Namens.

### Plattenvertrag für die Beatles
Hauptziel Epsteins war die Vermittlung eines Plattenvertrages für die Beatles, denn deren Vertrag mit der deutschen Polydor endete im Juni 1962. Die Epsteins verfügten inzwischen über neun Plattenläden in Liverpool mit über 500.000 Platten im Lagerbestand, was auch britischen Plattenfirmen nicht verborgen blieb. Am 18. Dezember 1961 erhielt er eine Absage von Ron White, weil EMI kein Interesse an der Gruppe habe. Immerhin gelang es Epstein danach bei Decca, einen Termin für Probeaufnahmen für den 1. Januar 1962 zu erhalten, die von Mike Smith überwacht wurden. Auch hier gab es eine Absage durch den Decca-Chef Dick Rowe, weil man Brian Poole & The Tremeloes bevorzugt hatte. Weitere Absagen von Pye, Philips und Oriole folgten, doch der unermüdliche Manager versuchte es noch einmal bei EMI. Für den 13. Februar 1962 wurde ein Treffen mit dem Labelchef George Martin des EMI-Tochterlabels Parlophone vereinbart, und ein weiteres Treffen fand am 9. Mai 1962 statt. Ergebnis war eine Probeaufnahme am 6. Juni 1962. Noch im selben Monat bot Parlophone den Beatles einen Plattenvertrag an, den sie unterschrieben. Die erste reguläre Aufnahmesession war für den 4. September 1962 vorgesehen, an dem die Single Love Me Do / P.S. I Love You in den Abbey Road Studios entstand.
Love Me Do wurde am 5. Oktober 1962 ohne besondere Öffentlichkeitsarbeit veröffentlicht und konnte bis auf Rang 17 der britischen Charts vordringen. Dabei verstummten die Gerüchte nie, dass Brian Epstein 10.000 Exemplare als Inhaber seines Plattenladens NEMS zur Verbesserung der Chart-Platzierung geordert habe. Nicht nachhelfen musste Epstein jedenfalls bei der am 22. Januar 1963 aufgenommenen ersten Single How Do You Do It? von Gerry & the Pacemakers, die noch vor den Beatles die erste Topnotierung erreichen konnten. Die Spitzenposition der britischen Charts schafften außer den Beatles auch die von Epstein gemanagten Billy J. Kramer und Cilla Black.
Am sensationellen Welterfolg der Beatles konnte Epstein sowohl finanziell als auch ideell partizipieren, die Medien klassifizierten ihn als „fünften Beatle“, auch wenn er künstlerisch nicht eingriff, wie es andere Manager zu jener Zeit praktizierten. Mit zunehmender Bekanntheit seiner berühmtesten Schützlinge hatte er keine Mühe mehr, für sie Auftritte zu organisieren. Dennoch wurden ihm einige ungünstige Entscheidungen angelastet, wie etwa die Vergabe von 90 % der Rechte am Beatles-Merchandising an eine fremde Firma.
Unzufrieden über die schwache Werbung für Love Me Do durch den EMI-Konzern und dessen Musikverlag Ardmore & Beachwood, entschied sich Epstein auf Empfehlung von Beatles-Produzent George Martin für den gerade im September 1961 gegründeten Musikverlag Dick James Music Ltd. Gefragt danach, wie Dick James sich die Promotion der neuen Single Please Please Me vorstelle, rief dieser den Produzenten der neuen Fernseh-Show Thank Your Lucky Stars an. Er erreichte, dass die Beatles am 13. Januar 1963 in der populären Musiksendung, in der im Juli 1963 auch die Band The Rolling Stones in Beatles-ähnlicher Einheitskluft zu sehen war, in Birmingham auftreten durften, und Dick James Music wurde der künftige Musikverlag der Beatles. Ein Jahr später gelang es Epstein, die Beatles am 9. Februar 1964 in der Ed Sullivan Show zu platzieren und damit den wichtigen amerikanischen Markt im Rahmen der British Invasion zu erschließen. Epstein besorgte zudem eine Wohnung für die Beatles in Mayfair, die Paul McCartney jedoch nicht zusagte, weshalb dieser bei seiner Freundin Jane Asher wohnte.
Im Oktober 1964 erschien im Londoner Verlag Souvenir Epsteins Autobiografie A Cellarful of Noise (‚Ein Keller voller Lärm‘), die er zusammen mit dem Journalisten Derek Taylor verfasst hatte. Am 20. Dezember 1964 kaufte er für sich ein fünfgeschossiges georgianisches Wohnhaus in Londons Stadtteil Belgravia (24 Chapel Street) für 60.000 Pfund.
Anfang 1967 schien der mittlerweile drogensüchtige Epstein in dem Maße Interesse an seinen Aufgaben zu verlieren, in dem die Beatles ihren Erfolg steigerten. Die zum 1. Februar 1967 fällige Verlängerung des ersten Managementvertrages mit den Beatles kam aber nicht zustande. Seine Enttäuschung hierüber äußerte er gegenüber seinem Branchenkollegen Larry Parnes. Am 19. Mai 1967 organisierte Epstein in seinem Wohnhaus Chapel Street einen Presseempfang für das bald erscheinende Konzeptalbum Sgt. Pepper’s Lonely Hearts Club Band.

### Management weiterer Künstler
Epstein übernahm das Management auch für andere Bands aus Liverpool. Dazu gehörten unter anderem Gerry & the Pacemakers, The Big Three, Billy J. Kramer & the Dakotas, The Fourmost, The Remo Four und Solisten wie Tommy Quickly und Cilla Black. Angesichts der wachsenden Zahl von Künstlern entwickelte er die Idee, zusammen mit seinem Bruder Clive J. Epstein (1936–1988) eine Managementgesellschaft zu gründen, in der das Künstlermanagement gebündelt werden konnte. So kam es am 26. Juni 1962 zur Gründung von NEMS Enterprises Ltd. (NEMS: North End Music Stores), deren Kapital hälftig von den Brüdern gehalten wurde.

## Tod

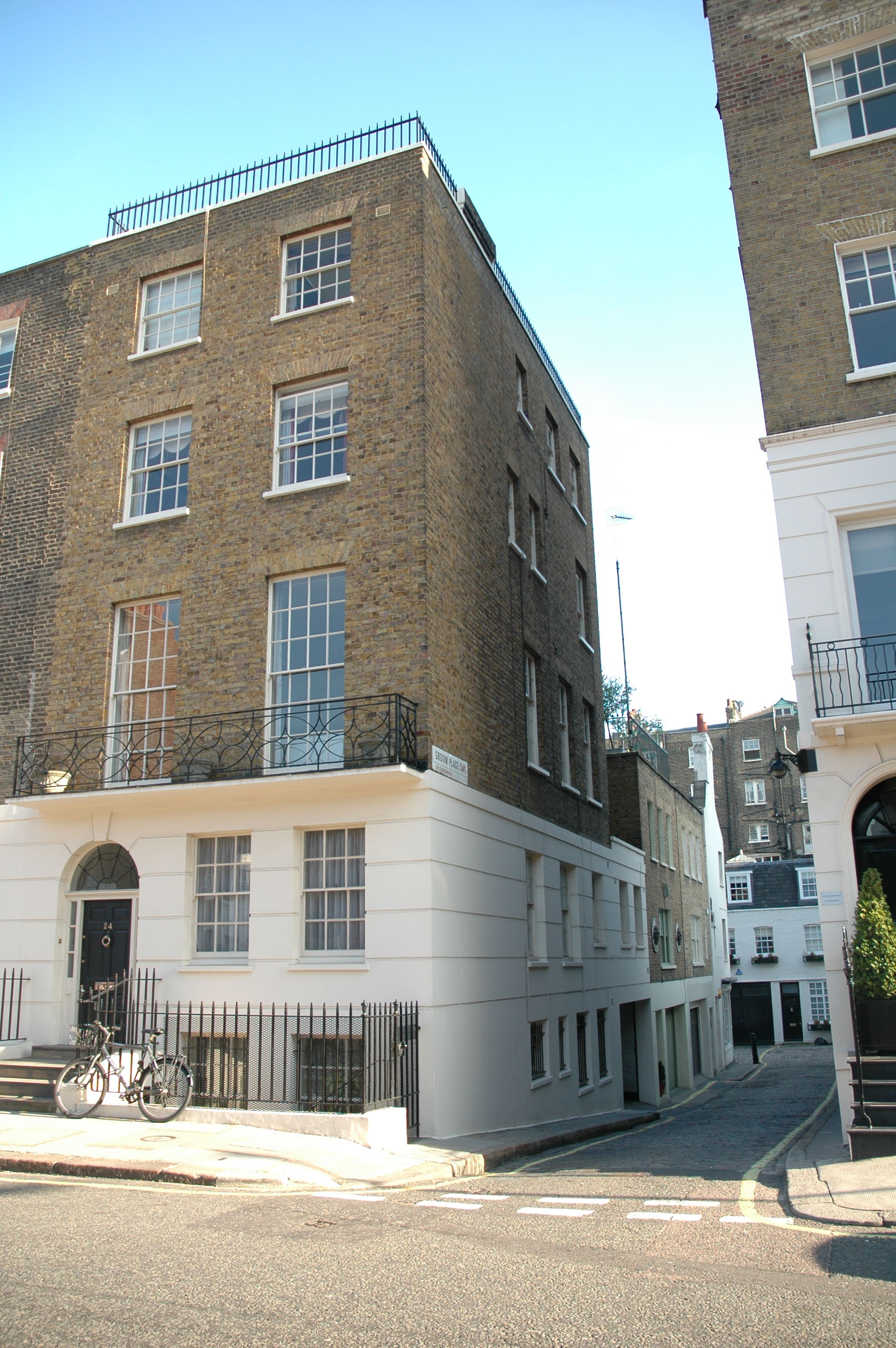
Brian Epsteins Haus in der 24 Chapel Street in Belgravia (London)

Am Freitag, dem 25. August 1967, bereitete sich Epstein auf ein Wochenende mit Freunden in seinem Wochenendhaus Kingsley Hill in Sussex vor. Dennoch fuhr er noch am selben Abend mit dem Versprechen nach London, wieder zum Wochenendhaus zurückzukehren. Als er am Sonntag, dem 27. August 1967, noch nicht zurück war, versuchte man vergeblich, ihn telefonisch in der Chapel Street zu erreichen. Aufgrund der Vermutung, dass etwas passiert sein könnte, ließ man in Anwesenheit seines Hausarztes die Wohnungstür aufbrechen. Epstein lag leblos auf seinem Bett. Todesursächlich war aufgrund lang anhaltenden Konsums von Carbitral-Schlaftabletten eine hohe Dosis an Bromid im Blut. Epstein litt unter Schlaflosigkeit. Sein persönlicher Assistent gab zu Protokoll, Epstein habe ein immer wiederkehrendes Drüsenfieber gehabt, das ihn sehr geschwächt habe.
Brian Epsteins persönlicher Assistent, Peter Brown, der für Apple Corps arbeitete, übernahm es dann, sich um die persönlichen Angelegenheiten der Beatles zu kümmern.

## Verfilmung
2024 wurde die Filmbiografie Midas Man des Regisseurs Joe Stephenson über Brian Epstein uraufgeführt.